# Pomnik Ottona von Bismarcka we Wrocławiu
Pomnik Ottona von Bismarcka (niem. Otto von Bismarck Denkmal) – pomnik kanclerza Cesarstwa Niemieckiego Ottona von Bismarcka, który znajdował się we Wrocławiu w miejscu dzisiejszego placu Jana Pawła II. Zniszczony podczas II wojny światowej.

## Historia
Postanowienie o budowie pomnika Bismarcka we Wrocławiu zapadło w 1898 r., wkrótce po śmierci kanclerza. Pomnik kosztował 120 tysięcy marek. Projektantami i twórcami byli: prof. Peter Breuer (twórca posągu) i Robert Hankow (twórca postumentu) z Berlina.
Naprzeciwko pomnika, po drugiej stronie ówczesnego Placu Królewskiego (niem. Königsplatz)), powstała w 1905 r. Fontanna Bismarcka (niem. Bismarck-Brunnen), późniejsza Fontanna Alegoria Walki i Zwycięstwa. Pod koniec II wojny światowej posąg Bismarcka zdemontowano i ukryto. W 1947 r. wyjeżdżający do Niemiec niemiecki ogrodnik z dzielnicy Biskupin zaoferował jego sprzedaż jako złomu. Odkupił go polski dziennikarz z Wrocławia Leszek Goliński za kwotę 1000 złotych. Posąg w końcu przetopiono, a postument rozebrano. Na jego miejscu wybudowano przejście podziemne. Fontannę Bismarcka odrestaurowano w 1955 r.

## Projekt i wymowa
Pomnik łącznie z podstawą miał 10 m wysokości (w tym 4,5 m liczył sam posąg). Postać kanclerza, wykonaną z brązu, przedstawiono w mundurze kirasjera i rozpiętym płaszczu. Na głowie miał pikielhaubę, w lewej dłoni trzymał szpadę, a w prawej dokument. Cokół z przodu miał napis „Bismarck”, odznakę wojskową oraz rok urodzenia i śmierci; z tyłu był napis Wdzięczni Ślązacy (Die dankbaren Schlesier) i data 1900.